# Valravn (Cedar Point)
Valravn in Cedar Point (Sandusky, Ohio) ist eine Stahlachterbahn vom Modell Dive Coaster des Herstellers Bolliger & Mabillard, die am 7. Mai 2016 (dem Eröffnungstag des Parks) offiziell eröffnet wurde.
Sie war zum Zeitpunkt der Eröffnung mit einer Länge von 1040,9 m der längste und einer Geschwindigkeit von 120,7 km/h der schnellste Dive-Coaster der Welt, bis diese Rekorde 2019 von Yukon Striker in Canada’s Wonderland gebrochen wurden. Die Strecke verfügt über drei Inversionen.
Der Name stammt vom dänischen Fabelwesen Valravn, einem Raben, der das Blut eines Kindes getrunken und dadurch übernatürliche Kräfte erhalten haben soll.

## Fahrt

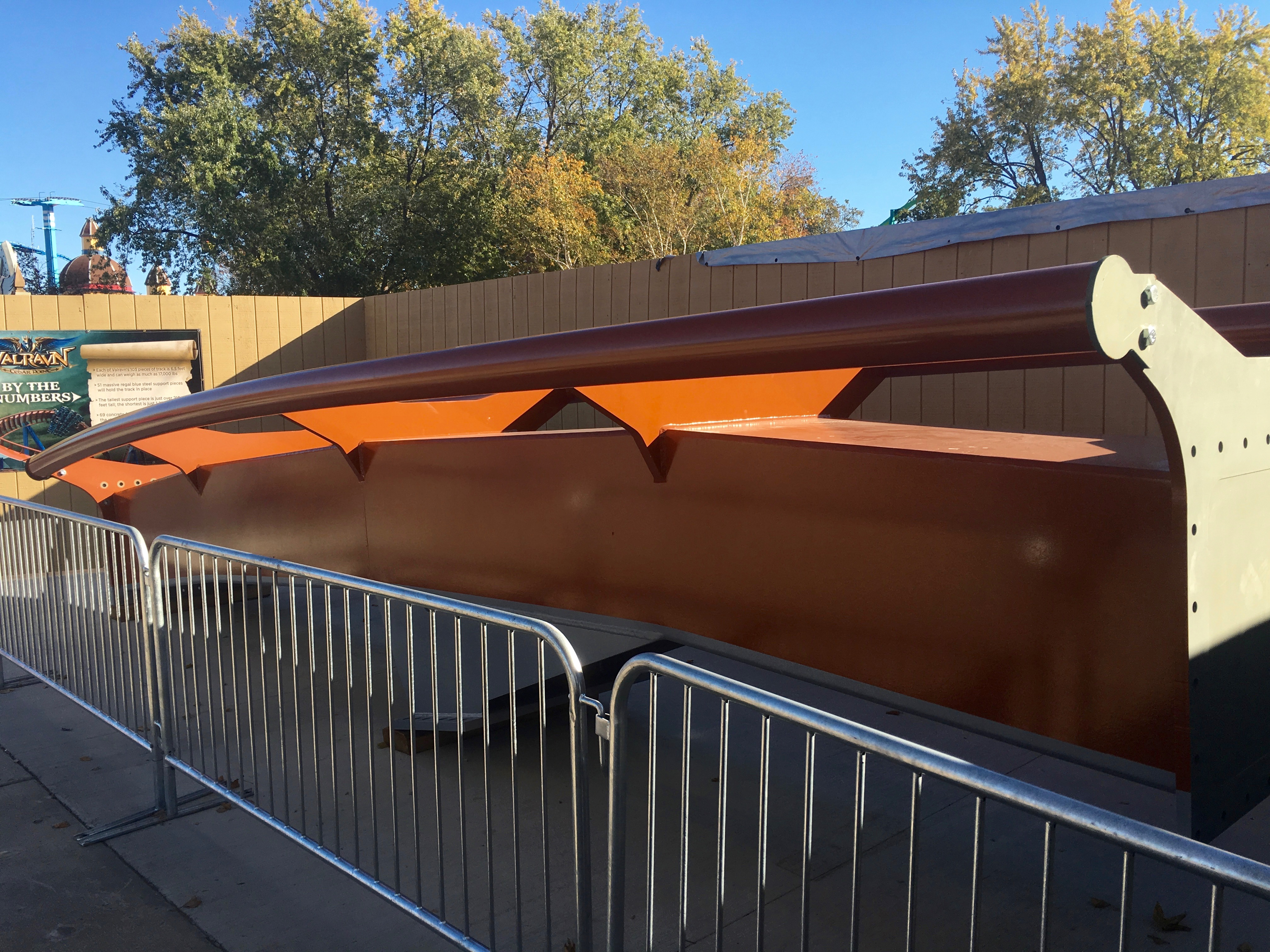
Bauteile der Valravn während des Aufbaus (Oktober 2015)

Die Fahrt startet nach einer 180-Grad-Kurve mit einem Kettenlifthill, der den Zug auf 68 Meter Höhe befördert. Dann durchläuft er am höchsten Punkt eine 90-Grad-Kurve und fährt in die Haltebremse, bei dem der Zug für eine kurze Zeit stehen bleibt, bevor er in einem Winkel von 90 Grad im 65,2 Meter langen First Drop auf 120,7 km/h beschleunigt. Es folgen ein Immelmann und eine Kurve zur Blockbremse, die sich direkt hinter dem First Drop befindet. Der Zug wird abgebremst und durchfährt eine zweite Abfahrt mit anschließendem Dive-Loop. Den Abschluss bilden eine Zero-g-Roll und einen Bunny Hop, bis der Zug letztendlich nach einer ca. 45-Grad-Kurve in die Schlussbremse einfährt.

## Züge
Valravn besitzt drei bodenlose Züge mit jeweils drei Wagen. In jedem Wagen können acht Personen in einer Reihe Platz nehmen. Valravn ist der erste Dive Coaster mit „Westenbügeln“, um die Passagiere in den Sitzen zu halten. Der Schulterbügel wird hierbei durch eine flexible Gummiweste ersetzt, die in einem soliden Schoßbügel endet. Zusätzlich sorgen zwei Stangen, die parallel zu der „Weste“ verlaufen, für die Stabilität des Schoßbügels und fungieren als „Geländer“ für den Fahrgast. Der Vorteil dabei ist die bessere Armfreiheit und bei ruckeligen Stellen schlägt der Kopf nirgends gegen.

## Rekorde
- Höchster Dive Coaster (223 Fuß = 68 Meter)
- Schnellster Dive Coaster (120 km/h)
- Längster Dive Coaster (3.415 Fuß = 1.040 Meter)
- Meiste Inversionen auf einem Dive Coaster (3)
- Längster First Drop auf einem Dive Coaster (214 Fuß = 65,2 Meter)
- Höchste Inversion auf einem Dive Coaster (165 Fuß = 50,3 Meter)